# 灰色天空
《灰色天空》（The Poison Sky）是英國科幻電視劇《異世奇人》系列4的第5集，於2008年5月3日在BBC One首映。這集的編劇是海倫·雷娜，道格拉斯·麥甘農擔任導演。演員方面，除了固有的大衛·田納特繼續飾演博士和嘉芙蓮·塔特扮演當娜·諾布外，費馬·阿吉曼所演的瑪莎·鐘斯以及克里斯多夫·賴安詮演的史塔爾將軍也是主角。
這集繼承《桑塔人的陰謀》，講述博士如何擊退桑塔人以及令地球回復正常的方法。節目在首映時共吸引653萬人收看，欣賞指數為88分，又取得影評家的好評。

## 劇情
上集提到外星生物桑塔人利用汽車減排裝置「阿提瑪斯」排出大量毒氣，令全球陷入危機之中。同時，當娜的外公威爾弗雷德·莫特被困車內。為此，博士試圖關閉「阿提瑪斯」，而當娜的母親西維亞則利用斧頭打破車窗，救出其父。確定莫特等安全後，博士叮囑眾人必須躲在家中，並緊閉門窗，以防吸入毒氣。之後，他和當娜回到「阿提瑪斯」工廠，前者鄭重要求UNIT不得與桑塔人交戰，因為他們根本不是這群外星生物的對手。另一方面，為確保當娜的安全，博士讓她躲在TARDIS內。然而，桑塔人料及此事，於是利用轉移技術將TARDIS傳送到他們的太空船上。禍不單行，被桑塔人複製的鐘斯已成為外星生物的奸細，並成功控制UNIT的電腦系統。
鏡頭回到博士身邊，他在和史塔將軍的對話中得悉桑塔人在最近的戰爭中陷入苦戰。為盡快取勝，他們須增加兵力。因此，他們打算利用地球作為孵化場，而孕育出桑塔人必先要有混沌的大氣，這也解釋了他們為何要通過「阿提瑪斯」裝置造成污染。另一邊廂，UNIT的史塔爾將軍執意發射核彈擊落桑塔人的太空船，但在複製人鐘斯的干預下而未能成事。史塔爾將軍見此計而成於是派遣空中航空母艦「勇士號」對工廠進行猛烈轟炸。此時，博士終察覺TARDIS被桑塔人盜去，於是他通過短訊指示當娜把這台時光機器傳送回地球的方法。UNIT繼續與桑塔人較量，在混亂間博士發現真正的鍾斯並把複製人殺死。同時，博士要求鐘斯繼續阻止UNIT發射核彈，以免把事情複雜化。
在桑塔人的太空船上，當娜好不容易的終使TARDIS返回地球。然後，博士來到拉蒂根學院，替桑塔人辦事的盧克·拉蒂根向學員講述其計謀，並呼籲他們一同跟隨桑塔人，但無人理會他。博士則在學院取得所需的儀器後成功淨化地球的空氣，毒氣消散。換言之，桑塔人的陰謀已落空。雖然如此但博士還想給桑塔人一個投降的機會。可是，博士的好意遭到桑塔人的拒絕，又宣稱會戰鬥到底。此時，拉蒂根利用轉移器登上桑塔人的太空船，引爆炸藥與他們同歸於盡。
完成任務後，鐘斯在TARDIS上與博士和當娜道別。正當她想離開之隙，TARDIS的門忽然關上然後無故啟動。博士打開門後發現他們身處一個不知名的地方，而他那泡著藥水的斷掌出現大量氣泡，為下一集埋下伏線。

### 前後連接
節目中提到的UNIT是《異世奇人》中一個由博士和友人萊斯布里奇-史圖爾特成立的國際組織，用以對抗外星生物侵略地球。博士在與史塔爾將軍的閒聊中表示希望再與萊斯布里奇共事，又問他現正身在何方，這是因為自博士離開UNIT後他就鮮有聯絡其友人。在2013年播出的《博士之日》中，博士得悉萊斯布里奇已經離世。為擊敗桑塔人，史塔爾將軍派出空中航空母艦「勇士號」轟炸工廠。「勇士號」並非首次在《異世奇人》登場，於《鼓聲》和《最後的時間領主》中這戰艦曾被法師奪去，後來才重新回到UNIT手中。此外，除派遣「勇士號」外，史塔爾將軍還指令陸軍攻入工廠，博士在見到士兵時拿著防毒面具笑言「你是否我的母親」（Are you my mummy）乃出自《戰火孤雛》/《博士之舞》合集。
在TARDIS上，博士曾通過視像會議與桑塔人對話。期間，博士的前任同伴、身在平行宇宙的羅斯·泰勒 在屏幕無聲地呼叫，但博士沒有為意。之前，泰勒在《同謀》返回地球。此後，泰勒還會在《半夜》中通過屏幕試圖與博士取得聯繫。在《向左轉》中，博士因故去世，火炬木小組在犧牲小我的情況下把空氣回復正常。

## 製作

### 劇本創作
執行製作人拉塞爾·T·戴維斯想把宋塔人、瑪莎·鐘斯和UNIT重新帶入劇中。戴維斯指桑塔人一直是他心中的「回歸人選之列」。於是，他找來海倫·雷娜編寫劇本，並告訴她這合集的主題是「軍事」、「桑塔人」和「瑪莎·鐘斯的歸來」。雷娜起初構思減排裝置安裝在工廠的煙囪裡，但考慮到觀眾們，特別是兒童會對汽車更有認識，故此她最後把汽車這元素加入劇中。同時，合集以地球為背景，這是因為除《時間入侵》外，所有以宋塔人為主題的舊版《異世奇人》劇集都是發生在地球上的。
另一方面，這合集見證瑪莎·鐘斯的回歸。相比系列3，鐘斯變得更為獨立和成熟。戴維斯解釋：「我們看著她成長」，又指鐘斯的回來是因為這角色深得觀眾的喜愛。值得一提的是，雷娜最初構想桑塔人借催眠控制工廠裡所有工人替他們服務，但後來改為把鐘斯複製。雷娜解釋這劇情會讓觀眾倍感震驚，而鐘斯的陰暗面也會隨之浮現。這次也是《異世奇人》自2005年重新製作後UNIT首次成為劇中核心。事實上，這個組織的名字有所變動：在舊版裡，他們稱為聯合國情報特種部隊。這名稱引起真正的聯合國不悅，理因是他們不希望公眾認為他們與外星生物有相連。為此，這個組織於本集起易名為統一情報特種部隊。為解釋這個矛盾，博士在劇中指他自70至80年代離開UNIT故不知為何會這樣。

### 拍攝和效果
劇中的桑塔人全都由真人扮演。根據設定，桑塔人的母星重力高，因此他們的個子矮小，最高的也不到5尺2寸。為尋覓合高度適合的演員，劇組進行全國招募。為給觀眾耳目一新的感覺，桑塔人的外觀須重新設計。戴維斯要求設計師保留桑塔人矮小而強壯的身軀以及盔甲。在十多個方案中，戴維斯最終選出戴上頭盔、穿身銀藍色盔甲，而且頭部較大的設計。替扮演桑塔人的演員化妝也不是一件容易的事，每名演員須兩個半小時才能化身成這經典角色。
替這合集執導的是道格拉斯·麥甘農。為完成任務，麥甘農特意觀看所有和桑塔人有關的《異世奇人》劇集，又笑言此重任猶如代表蘇格蘭國家足球隊出戰。《灰色天空》於2007年10月23日開鏡，翌年1月8日殺青，主要的鏡頭在威爾士一間棄置的肥皂工廠拍攝，用以充當「阿提瑪斯」工廠。卡迪夫的南崔爾路被當作唐娜家的外圍，也就是博士目睹汽車排出毒氣的地方。為拍攝這幕，劇組利用機器排出大量的水蒸氣，然後再用CGI效果把水蒸氣添上顏色，使畫面看起來像是漫天廢氣。至於UNIT的總部其實是取景自一間位於塔爾伯特港的發電廠。

## 發行和反響
《灰色天空》於2008年5月3日晚上6時20分在BBC One首播。當晚，節目共吸引653萬人觀看，收視率是34%。欣賞指數方面，此集的得分是88分，屬「卓越」級別。
影評人大都給予此集好評。《Den of Geek》的西蒙·布鲁喜歡博士淨化空氣的方法以及當娜的家人，並對泰勒的出現感到驚喜，但他也同時指出西維亞僅利用斧頭打破玻璃窗就能救出莫特顯得博士十分無能。《數碼間諜》的賓·羅森-鐘斯同樣覺得這劇情有問題。不過，他欣賞拉蒂根將功贖罪的編排，又讚賞嘉芙蓮·塔特的演出。故此，他在5星為滿分下給這集3星。評論員馬特·威爾士在《IGN》給這集8.7分，稱節目令人滿意又具娛樂性，總結而言就是比上一集優勝。

## 資料來源
1. ↑  Burk, Graeme; Smith?, Robert.  1st. ECW Press. 6-3-2012: 209-210. ISBN 1-55022-984-2.
2. 1 2 3 4 5 6 7 8 9 10 11 12 13 14 15 16 17 18 19 20  Pixley, Andrew. . Doctor Who Magazine (Panini Comics). 2008-08-14,. The Doctor Who Companion: Series Four (Special Edition 20).
3. ↑  . . 第4季. 第4集. 2008-04-26. BBC. BBC Three.
4. ↑  . BBC. 2008-04-26  [2008-04-26]. （原始内容存档于2008-04-29）.
5. ↑  Amoop, Jason. . Doctor Who Magazine (Panini Comics). 2008-08-14, (395).
6. ↑  . Doctor Who Magazine. Sep 2007, (399): 11.
7. ↑  Marcus. . Outpost Gallifrey. 2008-05-05  [2008-05-05]. （原始内容存档于2008-05-03）.
8. ↑  Brew, Simon. . Den of Geek. 2008-05-06  [2016-07-29]. （原始内容存档于2019-12-01）.
9. ↑  Rawson-Jones, Ben. . Cult: Doctor Who - Review. Digital Spy. 2008-05-03  [2016-07-29].
10. ↑  Wales, Matt. . IGN. 2008-05-06  [2016-07-29].[]

## 外部連結
- "The Poison Sky" 在 BBC《異世奇人》的主頁
- "The Sontaran Stratagem" / "The Poison Sky" 在 異世奇人: 時間（旅行）簡史
- "The Sontaran Stratagem" / "The Poison Sky" 在 異世奇人參考導覽
- 互联网电影数据库上灰色天空的资料（英文）